# 三朝ファミリーランド
三朝ファミリーランド（みささファミリーランド）は、鳥取県三朝町にかつて存在した遊園地である。
巨大迷路「ランズボローメイズみささ」を売りにしていた遊園地で、他にもゲームセンター、バッテリーカー、BBQコーナーなどがあった。また、温泉施設やホテルも近くにある。しかし、時代とともに客足が減少し、1998年頃廃業となり、現在は廃墟と化している。

## 主な設備
- 巨大迷路
- 動物園
- ゴーカート
- ファミリースナック
- ゲームセンター